# Pat Stapleton
Patrick James „Pat“ Stapleton (* 4. Juli 1940 in Sarnia, Ontario; † 8. April 2020 in Strathroy, Ontario) war ein kanadischer Eishockeyspieler und -trainer. Der Verteidiger bestritt zwischen 1961 und 1973 über 600 Partien für die Boston Bruins und Chicago Black Hawks in der National Hockey League (NHL), wobei er die Black Hawks in der Saison 1969/70 als Mannschaftskapitän anführte. Zudem absolvierte er weitere 372 Spiele für die Chicago Cougars, Indianapolis Racers und Cincinnati Stingers in der World Hockey Association (WHA). Darüber hinaus war Stapleton Teil der kanadischen Nationalmannschaft, die sich bei der Summit Series 1972 gegen die UdSSR durchsetzte. Sein Sohn Mike Stapleton war ebenfalls Eishockeyspieler und über viele Jahre in der NHL aktiv.

## Karriere

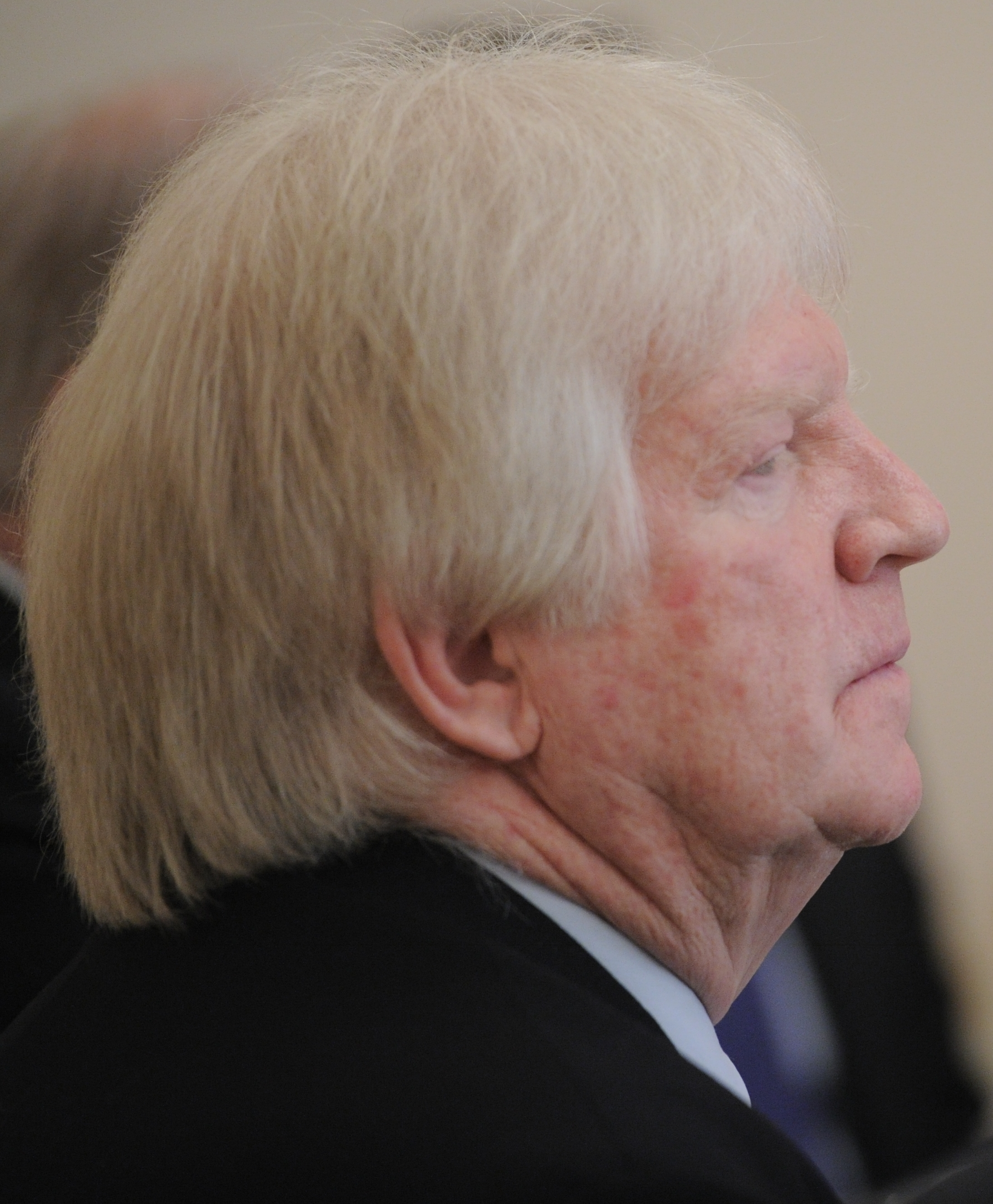
Stapleton im Jahre 2012

Als Junior spielte er gemeinsam mit Stan Mikita bei den St. Catharines Teepees in der Ontario Hockey Association. Hier war er mit seinen 1,72 m oft der kleinste Spieler im Kader. Sowohl die St. Catharines Teepees als auch sein nächstes Team, die Sault Ste. Marie Thunderbirds in der Eastern Professional Hockey League waren Farmteams der Chicago Black Hawks.
Im Intra-League Draft 1961, bei dem es den schwächeren Teams erlaubt war, Spieler der starken Teams zu verpflichten, die dort nur im Farmteam eingesetzt wurden, verpflichteten die Boston Bruins Stapleton.
Die Bruins gaben ihm einen Vertrag auf Probe für 18 Monate. Er spielte dort ab der Saison 1961/62 ordentlich, konnte sich aber in der National Hockey League nicht festsetzen und wurde zuerst wieder in die EPHL zu den Kingston Frontenacs und später in die Western Hockey League zu den Portland Buckaroos geschickt. In dieser Zeit spielte er oft als Center und zählte zu den Stars seiner Teams.
Die Toronto Maple Leafs holten ihn gemeinsam mit Andy Hebenton im Juni 1965 von den Bruins, um nur einen Tag später im Intra-League Draft 1965 zu den Chicago Black Hawks zu kommen. Er begann die Saison in der Central Professional Hockey League bei den St. Louis Braves, schaffte aber bald den Sprung in die NHL. Hier traf er auf einige Spieler, mit denen er bereits in seiner Juniorenzeit zusammen gespielt hatte.
Schon in seinem ersten Jahr bei den Hawks wurde er ins Second All-Star Team gewählt. Zusammen mit Bill White bildete er eines der besten Verteidigerduos seiner Zeit. Sie waren der Rückhalt der Hawks in den Jahren um 1970 und so spielten die beiden auch gemeinsam bei der Summit Series 1972. Stapleton war auch auf dem Eis, als Paul Henderson den Siegtreffer in der Serie erzielte.
Zur Saison 1973/74 wechselte er zusammen mit Ralph Backstrom in die World Hockey Association zu den Chicago Cougars. Dort fungierte er als Spielertrainer und wurde in seiner ersten Saison zum besten Verteidiger der Liga gewählt. Mit Frank Mahovlich und Paul Henderson war er einer von drei Spielern, die nach 1972 auch bei der Summit Series 1974 wieder mit dabei waren. Als in der Saison 1974/75 die Cougars vor dem finanziellen Aus standen, waren es Pat Stapleton, Dave Dryden und Ralph Backstrom, die das Team übernahmen. Es gelang ihnen jedoch nicht, das Team über das Saisonende am Leben zu erhalten. Er wechselte noch für zwei Spielzeiten zu den Indianapolis Racers, bevor er mit den Cincinnati Stingers die letzte Saison seiner Karriere spielte.
Im Jahre 2005 wurde er als Teil der Siegermannschaft der Summit Series 1972 in die Hall of Fame des kanadischen Sports aufgenommen, ebenso wie 2010 in die neu gegründete World Hockey Association Hall of Fame.
Stapleton verstarb am 8. April 2020 im Alter von 79 Jahren.

## Erfolge und Auszeichnungen
| - 1959 OHA First All-Star Team - 1960 J.-Ross-Robertson-Cup-Gewinn mit den St. Catharines Teepees - 1960 OHA First All-Star Team - 1960 Memorial-Cup-Gewinn mit den St. Catharines Teepees - 1961 EPHL First All-Star Team - 1963 EPHL Second All-Star Team - 1964 WHL Second All-Star Team - 1965 Lester-Patrick-Cup-Gewinn mit den Portland Buckaroos - 1965 Hal Laycoe Cup - 1965 WHL First All-Star Team - 1966 NHL Second All-Star Team | - 1967 Teilnahme am NHL All-Star Game - 1969 Teilnahme am NHL All-Star Game - 1971 Teilnahme am NHL All-Star Game - 1971 NHL Second All-Star Team - 1972 Teilnahme am NHL All-Star Game - 1972 NHL Second All-Star Team - 1974 Teilnahme am WHA All-Star Game - 1974 Dennis A. Murphy Trophy - 1974 WHA First All-Star Team - 2005 Aufnahme in die Hall of Fame des kanadischen Sports (als Spieler des kanadischen Teams der Summit Series 1972) - 2010 Aufnahme in die WHA Hall of Fame |

## Rekorde
- 6 Assists als Verteidiger in einem Spiel (30. März 1969; Chicago Black Hawks – Detroit Red Wings 9:5) (gemeinsam mit fünf weiteren Spielern)

## Karrierestatistik

### International
Vertrat Kanada bei:
- Summit Series 1972
- Summit Series 1974

(Legende zur Spielerstatistik: Sp oder GP = absolvierte Spiele; T oder G = erzielte Tore; V oder A = erzielte Assists; Pkt oder Pts = erzielte Scorerpunkte; SM oder PIM = erhaltene Strafminuten; +/− = Plus/Minus-Bilanz; PP = erzielte Überzahltore; SH = erzielte Unterzahltore; GW = erzielte Siegtore; 1 Play-downs/Relegation; Kursiv: Statistik nicht vollständig)

### WHA-Trainerstatistik
(Legende zur Trainerstatistik: Sp oder GC = Spiele insgesamt; W oder S = erzielte Siege; L oder N = erzielte Niederlagen; T oder U = erzielte Unentschieden; OTL oder OTN = erzielte Niederlagen nach Overtime oder Shootout; Pts oder Pkt = erzielte Punkte; Pts% oder Pkt% = Punktquote; Win% = Siegquote; Resultat = erreichte Runde in den Play-offs)